# Municipio de Saline (condado de Cleveland)
El municipio de Saline (en inglés: Saline Township) es un municipio ubicado en el condado de Cleveland en el estado estadounidense de Arkansas. En el año 2010 tenía una población de 82 habitantes y una densidad poblacional de 0,55 personas por km².

## Geografía
El municipio de Saline se encuentra ubicado en las coordenadas 34°0′48″N 92°23′35″O / 34.01333, -92.39306. Según la Oficina del Censo de los Estados Unidos, el municipio tiene una superficie total de 148.28 km², de la cual 148,12 km² corresponden a tierra firme y (0,1 %) 0,16 km² es agua.

## Demografía
Según el censo de 2010, había 82 personas residiendo en el municipio de Saline. La densidad de población era de 0,55 hab./km². De los 82 habitantes, el municipio de Saline estaba compuesto por el 84,15 % blancos, el 13,41 % eran afroamericanos, el 1,22 % eran de otras razas y el 1,22 % eran de una mezcla de razas. Del total de la población el 2,44 % eran hispanos o latinos de cualquier raza.